# Leonid Komarow
Leonid Komarow (ros. Леонид Комаров, ur. 1959, zm. 5 sierpnia 2011) – radziecki skoczek narciarski. Najlepsze wyniki w Pucharze Świata osiągnął w sezonie 1979/1980, kiedy zajął 76. miejsce w klasyfikacji generalnej.
Startował na mistrzostwach świata w Oslo, ale bez sukcesów.

## Puchar Świata w skokach narciarskich

### Miejsca w klasyfikacji generalnej
- sezon 1979/1980: 76
- sezon 1980/1981: -
- sezon 1981/1982: -
- sezon 1982/1983: -

## Mistrzostwa Świata
- Indywidualnie
  - 1982 Oslo (NOR) – 57. miejsce (normalna skocznia)